# عیش‌باغ
عیش‌باغ (به هندی: ऐशबाग़) یک منطقهٔ مسکونی در هند است که در اوتار پرادش واقع شده‌است.